# Nils Anton Bondeson
Nils Anton Bondeson (i riksdagen kallad Bondeson i Strömsnäsbruk), född 28 april 1872 i Ignaberga, död 26 april 1932 i Traryd, var en svensk grosshandlare och politiker (liberal). 
Nils Anton Bondeson, som kom från en bondefamilj, drev en trävaruhandel och var kommunalt aktiv i Traryd (där han var kommunalstämmans ordförande 1910-1919 samt kommunalfullmäktiges ordförande 1919) samt i Strömsnäsbruks municipalsamhälle (där han var municipalstämmans och municipalnämndens ordförande 1909). Han var även styrelseordförande för Växjöbladet 1915-1924.
Han var riksdagsledamot i första kammaren från urtima riksdagen 1919 till 1926, fram till 1921 för Kronobergs läns valkrets och från 1922 för Kronobergs läns och Hallands läns valkrets. Som kandidat för Frisinnade landsföreningen anslöt han sig till dess riksdagsparti Liberala samlingspartiet, men efter den liberala partisprängningen övergick han från 1924 till Sveriges liberala parti och dess riksdagsgrupp Liberala riksdagspartiet. I riksdagen satt han bland annat i bankoutskottet, 1921-1925 som suppleant och 1926 som ledamot. Han engagerade sig bland annat i kommunallagsfrågor.